# Тимошок Юрій Миколайович
Юрій Миколайович Тимошок (* 1963) — український підприємець, політик і футбольний функціонер. Начальник управління спиртової промисловості в Чернігівській області. Член Народної Партії. Колишній президент ФК «Десна» (Чернігів).

## Кар'єра
Кандидат від Блоку Литвина на виборах до Верховної Ради 2007 року (№ 159 у списку).
Працює в спиртовій промисловості. Заступник директора концерну, до складу якого входить підприємство «Чернігівспиртгорілка». Раніше очолював ДП «Холминський спиртовий завод» (Чернігівська область) і підприємство «Сумиспирт», а також був головою наглядовою ради підприємства «Чернігівспиртгорілка».
З літа 2010 року — президент ФК «Десна» (Чернігів).